# It Girl (canção de Jason Derulo)
"It Girl" é uma canção do cantor Jason Derülo, gravada para seu segundo álbum de estúdio Future History. Foi composta por Jason Desrouleaux, E. Kidd Bogart, Lindy Robbins, Emanuel Kiriakou e produzida pelo último. A canção foi lançada em 9 de agosto de 2011 digitalmente na iTunes Store, servindo como o segundo single do disco. Os membros da crítica apreciaram-na devido a sua produção cativante e por sua letra ser amigável para as rádios. Seu videoclipe foi dirigido por Colin Tilley.

## Desempenho nas tabelas musicais
| Parada (2011)                     | Melhor posição |
| --------------------------------- | -------------- |
| Australian Singles Chart          | 3              |
| Australian Urban Singles Chart    | 1              |
| Canadian Hot 100                  | 39             |
| Brasil - Billboard Brasil Hot 100 | 87             |
| Danish Singles Chart              | 9              |
| Dutch Single Top 100              | 55             |
| Dutch Urban Chart                 | 78             |
| French Singles Chart              | 58             |
| Irish Singles Chart               | 3              |
| Japan Hot 100                     | 37             |
| New Zealand Singles Chart         | 3              |
| Scottish Singles Chart            | 4              |
| Slovak Airplay Chart              | 37             |
| Swedish Singles Chart             | 35             |
| UK R&B Chart                      | 2              |
| UK Singles Chart                  | 4              |
| US Billboard Hot 100              | 19             |
| US Hot Dance Club Songs           | 24             |
| US Pop Songs                      | 16             |